# España en los Juegos Olímpicos de Innsbruck 1964
España estuvo representada en los Juegos Olímpicos de Innsbruck 1964 por una delegación de 6 deportistas (todos hombres) que participaron en un deporte: esquí alpino. El portador de la bandera en la ceremonia de apertura fue el esquiador Jorge Rodríguez Jirona.
Responsable del equipo olímpico fue el Comité Olímpico Español (COE). El equipo nacional no obtuvo ninguna medalla.